# Proserpio
Proserpio ist eine norditalienische Gemeinde (comune) in der Provinz Como in der Lombardei. 

## Lage und Einwohner
Die Gemeinde proserpio liegt knapp 20 Kilometer ostnordöstlich von der ProvinzhauptstadtComo und gehört zur Comunità Montana del Triangolo Lariano. Zusammen mit der Fraktion Inarca hat die Gemeinde 961 Einwohner (Stand 31. Dezember 2023).
Die Nachbargemeinden sind: Canzo, Castelmarte, Erba, Longone al Segrino.

## Sehenswürdigkeiten
- Pfarrkirche San Donnino (16. Jahrhundert)[2]
- Kirche Santi Carlo Borromeo e Rocco (15. Jahrhundert)[3]
- Villa Baroggi Meraviglia Mantegazza (18. Jahrhundert)[4]
- Villa Staurenghi (1570)

## Persönlichkeiten
- Vincenzo Monti (* 19. Februar 1754 in Alfonsine; † 13. Oktober 1828 in Mailand), ein italienischer Schriftsteller, eingeladen in der Villa Baroggi-Meraviglia-Mantegazza.
- Ugo Foscolo (* 6. Februar 1778 in Zákynthos; † 10. September 1827 in Turnham Green bei London), ein italienischer Dichter, eingeladen in der Villa Baroggi-Meraviglia-Mantegazza.